# 鯉川のぼる
鯉川 のぼる（こいかわ のぼる、1944年10月14日 - ）は、東京演芸協会に所属する声帯模写の芸人。本名∶鈴木 雅一。出囃子は『こいのぼり』。

## 芸歴
- 1964年 - 歌手としてデビュー。曲は『絵かきと夜更けと流れ星』。
- 1970年 - 声帯模写に転向。
- 1989年 - 十代目鈴々舎馬風一門に加入。

## レパートリー
- 鶴田浩二
- 高倉健
- せんだみつお
- 田中邦衛
- 志村けん
- 所ジョージ
- 丹波哲郎
- 五木ひろし
- 吉幾三
- 千昌夫
- 近藤正臣
- ケーシー高峰
- 柴田恭兵
- 常田富士男
- おすぎ
- 村野武範
- 美川憲一
- みのもんた
- 板東英二
- 前田吟
- 勝新太郎
- 水谷豊
- 田村正和
- 菅原文太 他